# 名取市立閖上中学校
名取市立閖上中学校（なとりしりつ ゆりあげちゅうがっこう）は、宮城県名取市にあった公立中学校。通称「閖中（ゆりちゅう）」

## 所在地
- 宮城県名取市閖上字五十刈1番地
  - 仮校舎の所在地：宮城県名取市手倉田字山216-1北緯38度9分44.2秒 東経140度52分4.9秒

## 歴史
学校教育法にもとづき1947年（昭和22年）に日本全国に一斉に設けられた新制の中学校の一つとして、閖上町に作られた。開校時は閖上小学校の中に置かれ、翌年に新町裏（現在の閖上一丁目）の新校地に移転した。合併によって名取町立、ついで名取市立となり、1978年（昭和53年）に、近くの閖上字五十刈に新校舎を建てて移転した。
- 1947年（昭和22年）4月　閖上町立閖上中学校が開校。
- 1948年（昭和23年）11月　新町裏に新校舎完成。
- 1955年（昭和30年）4月　町村合併により、名取町立閖上中学校に名称変更。
- 1956年（昭和31年）9月　校舎を増築。
- 1958年（昭和33年）4月　市制施行により、現校名に変更。
- 1978年（昭和53年）　現在地に校舎を移転。
- 2011年（平成23年）3月11日　東日本大震災の津波による被害を受ける。生徒も14人が犠牲になった[2]。
  - 4月　名取市立不二が丘小学校に仮移転。
- 2012年（平成24年）8月8日  十三塚公園内に仮校舎を移転
- 2018年（平成30年）3月31日  小中一貫校の名取市立閖上小中学校が開校するのに伴い、閉校となった[3]。

## 学区
- 名取市立閖上小学校学区全域

## 主な行事
- 5月　1年ハイキング（臨空公園）・2年野外活動（相馬海浜自然の家（相馬市））・3年修学旅行・名取市陸上競技大会
- 6月　海岸清掃・ゆりりん・市中総体・期末考査
- 9月　閖中祭（文化祭）・市新人大会・市駅伝大会
- 10月 校内合唱コンクール・1年自主研修・2年職場体験